# Germaanse ijzertijd
De Germaanse ijzertijd (ca. 375 AD - 750/800) is de laatste periode van de prehistorie in Noord-Europa. Ze liep van de Romeinse ijzertijd tot de vroege middeleeuwen.
Naarmate de Romeinse overheersing in Europa afnam, kwam de noordse ijzertijd in een nieuwe fase. Het karakter van de archeologische vondsten verandert. Het eerste deel wordt ook wel de volksverhuizingsperiode genoemd, vanwege de verschillende migratiegolven en invasies van onder andere Germaanse stammen die het Romeinse Rijk binnenvielen. Dit resulteerde in de ineenstorting van het West-Romeinse Rijk in de 5e eeuw en de vestiging van nieuwe koninkrijken in de voormalige Romeinse provincies.
De ijzertijd eindigde met het begin van de historische periode, dat wil zeggen de Vikingtijd in Scandinavië en de vroege middeleeuwen in de rest van Noord-Europa.
De Germaanse ijzertijd wordt verdeeld in twee fasen: de oudere Germaanse ijzertijd (375-550) en de jongere Germaanse ijzertijd (550-750). Over de datering van het einde van de laatste fase bestaat echter onenigheid, aangezien in de materiële cultuur geen duidelijke overgang tussen de ijzertijd en de Vikingtijd kan worden gezien. In Zweden wordt de jongere Germaanse ijzertijd de Vendeltijd genoemd. In Noord-Nederland en Noord-Duitsland wordt met de opkomst van het Frankische Rijk de periode na de oudere Germaanse ijzertijd al tot de middeleeuwen gerekend.

## Ontwikkelingen
Het klimaat van de ijzertijd was natter en koeler dan in de periodes ervoor en erna. Toch groeide de bevolking en werd de landbouw efficiënter. In tegenstelling tot de eerdere, extensieve landbouw met lange braakliggende periodes, ontstonden intensiever bewerkte permanente akkers. Veel bossen werden gekapt en voor het eerst sinds de ijstijd ontstonden grote open landschappen. Zo sloten op de Vestegnen in Seeland de velden van de verschillende boerderijen aaneen, en ontstonden meerdere dorpen. Op andere plaatsen, zoals Noord-Seeland, waren de nederzetting meer verspreid met meer bosgebieden. In deze periode was de beuk wijdverbreid in heel Denemarken. De ontwikkeling van de dorpsstructuur, die al in de pre-Romeinse ijzertijd begon, zette zich voort. Ze werden groter en meer gespecialiseerd. Er ontstonden specifieke handelsnederzettingen en de langeafstandshandel groeide. Door de turbulente gebeurtenissen rond de val van het West-Romeinse Rijk groeide de hoeveelheid goud in Noord-Europa. In graven en huisresten werden veel gouden voorwerpen gevonden. Na het verdwijnen van het Romeinse rijk in West-Europa nam ook de goudvoorraad weer af.
De eerste steden in Scandinavië werden in deze periode gesticht, misschien als een combinatie van handelscentrum, cultuscentrum en vorstenzetel. In heel Zuid-Scandinavië werden ongeveer 600 hoofdmanshallen gebouwd, waarmee de elite een betere controle kreeg over de ambachts- en marktcentra en daardoor toegang tot meer middelen. De macht werd geconcentreerd in minder maar sterkere handen, en de omtrekken van echte koninkrijken begonnen zich af te tekenen. Voorbeelden van deze nieuwe machtscentra waren Lisbjerg in Aarhus, Tissø en Lejre in Seeland en Toftegård in Strøby in de gemeente Stevns, evenals Järrestad in Skåne. Naast de grote hallen omvatten deze ook werkplaatsen en heiligdommen, en zijn enigszins vergelijkbaar met de gelijktijdige paltscomplexen van het Frankische Rijk.
In de jaren negentig werden uitgebreide opgravingen uitgevoerd van een hoofdmanshal bij Tissø. Rijke vondsten aan luxegoederen en wapens getuigen van een aristocratische omgeving met contacten naar het buitenland. Vanaf rond het jaar 700 groeide de site in omvang tot een maximum in de late 10e eeuw. De jongste vondsten dateren van 1020-1030, en rond die tijd werd de hal blijkbaar verlaten en afgebroken.

## Volksverhuizingstijd

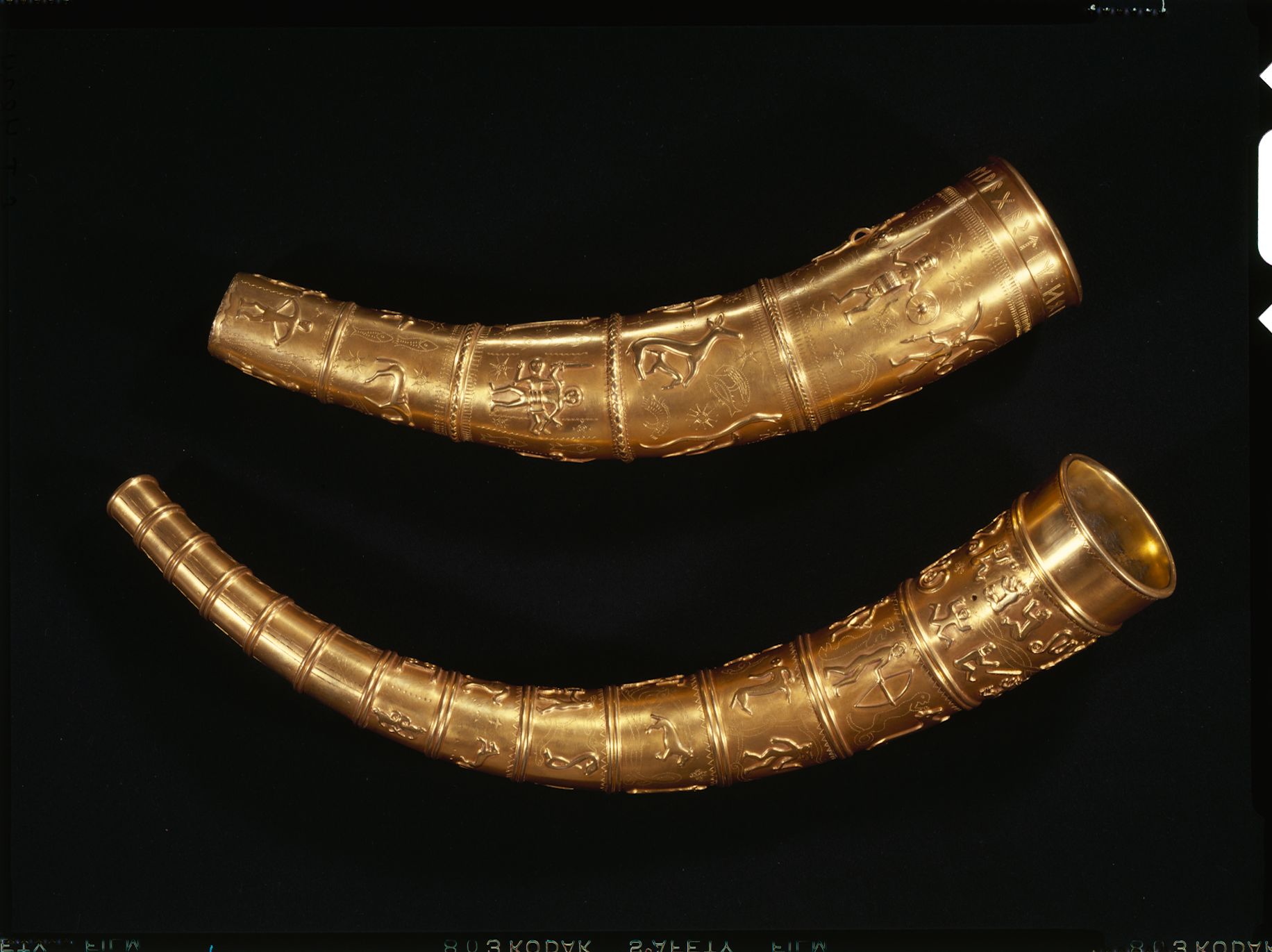
reconstructies van de Gallehus-hoorns

De oudere Germaanse ijzertijd wordt in oudere literatuur vaak de volksverhuizingstijd genoemd, een naam die het kreeg vanwege de historische verslagen van grote migratiebewegingen, eerst aan de grenzen van het Romeinse Rijk en daarna in haar kerngebieden. Volgens deze bronnen waren het vooral Germaanse volkeren die, onder druk van de Hunnen, het Romeinse grondgebied binnenvielen en er zich vestigden. Maar of het hierbij echt om volksverhuizingen ging of dat er slechts een vervanging van de machtselite plaatsvond, is de afgelopen jaren onderwerp van discussie geweest.
Op basis van archeologische vondsten in Zuid-Europa is het niet mogelijk sporen van grootschalige migraties terug te vinden. In Noord-Europa zijn er ook geen aanwijzingen voor grote maatschappelijke omwentelingen in de overgang tussen de Romeinse en de Germaanse ijzertijd. Er is echter wel een verandering in de verdeling van de nederzettingen, die rond het jaar 400 niet zo geografisch gelijkmatig verdeeld waren als voorheen. Op sommige plaatsen, bijvoorbeeld op Funen en in Jutland, is er een daling van het aantal vondsten te zien, als gevolg van de ontvolking die plaatsvond toen de bevolking vanwege de uitputting van de bodem en het uitbreiden van heidevelden wegtrok. Verscheidene van de rijkste goudvondsten stammen echter uit deze periode, zoals de Gallehus-hoorns. Het is dus duidelijk dat enkelen nog grote rijkdommen konden vergaren. Dit zegt echter niets over de algemene omstandigheden in het land.

## Dierenstijl
In de Germaanse ijzertijd ontstond een nieuwe Scandinavische kunststijl, de zogenaamde dierenstijl. In zijn oudste vorm bestond deze voornamelijk uit relatief eenvoudige afbeeldingen van dieren, maar later evolueerde ze naar meer gecompliceerde vormen, waarbij meerdere figuren om elkaar heen wervelden. Deze stijl lijkt geïnspireerd door de Scythisch-Siberische dierstijl van de Euraziatische steppe, maar ontwikkelde zich al snel tot een typisch Scandinavische vorm. Ze werd op veel plaatsen in de Germaanse gebieden van Europa nagebootst, waar het verband hield met oorsprongsmythen over een Scandinavische afkomst, bijvoorbeeld bij de Longobarden. De kunst kan dus als politieke propaganda zijn gebruikt. De motieven geven ook inzicht in mythologische opvattingen. In veel gevallen kunnen uit de Vikingtijd en de middeleeuwen bekende mythische verhalen herkend worden.

## Godsdienst
Mythologische afbeeldingen duiden op een hoge mate van continuïteit tussen de godsdienst van deze periode en de jongere Scandinavische religie, die vooral bekend is uit in IJsland geschreven middeleeuwse teksten. Vondsten van offervoorwerpen laten zien dat moerassen en vochtige gebieden als heilig werden beschouwd, zoals in voorgaande perioden. Interpretaties van afbeeldingen en andere religieuze relikwieën zijn echter alleen mogelijk op basis van terugwerking vanuit jongere bronnen. De kennis van de religieuze opvattingen van de Germaanse ijzertijd blijft daardoor gekenmerkt door grote onzekerheid.